# Alfons Chorus
Alfons Chorus (Munstergeleen, 18 april 1909 – Warmond, 15 januari 1998) was een Nederlands psycholoog die na zijn studie aan de Roomsch Katholieke Universiteit Nijmegen succes boekte bij de bestudering en behandeling van ‘moeilijke’ kinderen (autistische en ongedurige kinderen; kinderen met een geestelijke handicap) en een referentiewerk schreef over de opvoeding (Zuigeling en Kleuter). Op een kort (1945-1947) lectoraat aan de Nijmeegse universiteit volgde zijn aanstelling in juni 1947 tot eerste hoogleraar psychologie aan de Rijksuniversiteit Leiden. Tot zijn emeritaat in 1979 leidde Chorus er honderden psychologen op in een tijd waarin de vraag naar beoefenaars van dit vak sterk toenam. Een van zijn eerste studenten, John van de Geer, werd zijn naaste medewerker en latere collega.
Als wetenschapper hield Chorus zich vooral bezig met de persoonlijkheidspsychologie en ontwikkelingspsychologie, waarbij hij aandacht gaf aan de (auto)biografie als middel tot het verwerven van kennis over de mens. Deze ‘biografische methode’ zag Chorus als een middel om naast de opkomende kwantitatieve, empirisch-analytische aanpak van het vak een kwalitatieve, meer historisch-literaire benadering van de mens vorm te geven. Voor deze benadering vond hij geen medestanders bij vakgenoten maar kreeg hij waardering van biografen en historici.
Hij had een adviespraktijk voor school- en beroepskeuze, was mede-oprichter en adviseur van de Rijks Psychologische Dienst (1949-1959), en was ook maatschappelijk actief als ‘volksopvoeder’ en in de zorg voor geestelijk gehandicapte kinderen.

## Levensloop

### Jeugd en studie
In april 1909 werd Alfons in het Limburgse Munstergeleen geboren. Na de dorpsschool bezocht hij het Bisschoppelijk College in Sittard en ging hij naar Rolduc, waar hij van 1927 tot 1931 aan het groot-seminarie de studies filosofie en (deels) theologie volgde. Zijn leraar filosofie, de priester Ferdinand Sassen, riep in hem de belangstelling wakker voor de psychologie, die destijds in Nederland nog een onderdeel van de studie filosofie vormde. Chorus zag af van de opleiding tot priester en begon in 1932 de studie psychologie aan de pas opgerichte R.K. universiteit te Nijmegen. Zijn leermeester Theo Rutten was een man van de empirische wetenschap, waarbij in de praktijk ontwikkelde ideeën werden ‘opgetild’ naar een wetenschappelijk niveau. Chorus volgde ook (1934-1935) colleges psychopathologie bij de psychiaters Leendert Bouman en Hen Rümke in Utrecht. In 1937 rondde hij zijn studie cum laude af met een scriptie over fictieve bewegingen.

### Begin loopbaan
Tijdens zijn studie, in 1936, trad Chorus in dienst van het datzelfde jaar door Rutten opgezette Paedologisch Instituut ‘Sint Jozef’ (P.I.) in Nijmegen. In dit instituut beoordeelde en behandelde hij moeilijk opvoedbare kinderen, in een team met de pedagoge Zuster Gaudia (Ida Frye) en de psychiater A. Meyknecht. Hij ontwikkelde in overleg met zijn teamgenoten een classificatie van de opgenomen kinderen en schreef daarover in 1942 een wetenschappelijk artikel waarin hij als eerste wereldwijd de stoornis autisme bij kinderen beschreef. In 1940 promoveerde hij bij Rutten op het proefschrift Het tempo van ongedurige kinderen.
In 1941 werd Chorus privaatdocent in Nijmegen, met als leeropdracht de psychologie van het normale en afwijkende kind. Direct na de oorlog, begin 1945, werd hij lector pedagogiek en didactiek bij Rutten; hij moest daarvoor zijn baan bij het P.I. opgeven. Om een band met de realiteit te houden, bouwde hij in die tijd een adviespraktijk op.

### Hoogleraar in Leiden
In 1947 werd Chorus aangesteld als hoogleraar psychologie aan de Rijksuniversiteit Leiden: hij mocht er het voor Leiden nieuwe vak vormgeven. In 1949 werd hij medeoprichter en adviseur van de Rijks Psychologische Dienst (RPD). In 1953 publiceerde hij het handboek Grondslagen van de sociale psychologie waarvoor hij rijkelijk putte uit de Amerikaanse literatuur zonder steeds de erbij horende verwijzingen te doen. Voor dat plagiaat werd hij door zijn Amsterdamse collega's Hubert Duijker en Jaap Koekebakker op de vingers getikt. 
Chorus' leeropdracht dekte de hele psychologie af. Tegen het eind van de jaren vijftig kreeg hij collega's naast zich. Daarmee werd zijn werkterrein geleidelijk ingeperkt tot de persoonlijkheids- en ontwikkelingspsychologie. Van 1948 tot 1971 was hij ook directeur van het Psychologisch Instituut: de Wet Universitaire Bestuurshervorming maakte daar een einde aan. In 1979 ging Chorus met emeritaat.

## Maatschappelijke activiteiten
Chorus richtte zijn activiteiten naast zijn werk vooral op de zorg voor de jeugd en het gezin. In 1942 bracht hij Zuigeling en Kleuter uit, dat tot in de jaren zestig de referentie was voor opvoeden in katholiek Nederland. 
Hij was vanaf 1946 bestuurslid van IVIO, het door Philip Kohnstamm opgezette instituut voor individueel onderwijs: van 1966 tot 1974 was hij er voorzitter. Veel tijd besteedde hij aan wat toen nog de zwakzinnigenzorg heette. Vanaf het eind van de jaren vijftig werkte hij aan de professionalisering van deze zorg. Een rapport dat hij met A. Nollen van de stichting Samivoz (samenwerkende instituten voor de zwakzinnigenzorg) uitbracht aan de Katholieke Volkspartij lag aan de basis van de Algemene Wet Bijzondere Ziektekosten, die vanaf 1968 de verpleegkosten van zwakzinnigen afdekte. In 1978, toen Samivoz en oprichter Nollen in opspraak kwamen vanwege het profiteren van publieke aan de zorg bestede middelen  werd ook Chorus als adviseur het onderwerp van kritische Kamervragen.

## Wetenschappelijk werk

### Moeilijk opvoedbare kinderen
Wetenschappelijk belangrijk was zijn in 1939 in het P.I., in overleg met zijn teamgenoten, ontwikkelde classificering van moeilijk opvoedbare kinderen, waarbij de omschrijving van autisme bij kinderen baanbrekend was. Chorus' indeling was empirisch en inductief van opzet. Hij beschreef in zijn eerder genoemde artikel van 1942 autisme als een ‘overmatige zelfwaardering’ die zich manifesteert als angst. Autisme is daarmee een stoornis in de psychische ontwikkeling van het kind, en geen psychose. Erfelijke of omgevingsfactoren spelen een beperkte rol: Hij verzette zich tegen de mythe van de ‘ijskastmoeders’ die met hun afstandelijke opvoeding autisme zouden veroorzaken bij hun kind.
In zijn proefschrift over ongedurige kinderen stelde hij vast dat het tempo van die kinderen onregelmatig is en achterblijft bij dat van gewone kinderen. Door gebruik te maken van een metronoom kwam hij tot tempoverbetering als onderdeel van een opvoedingsmethode die een vorm aan ongedurige kinderen oplegt die zij zelf ontberen.

### Kwalitatieve naast kwantitatievepersoonsbeoordeling
Chorus benadrukte het belang van een kwalitatieve beoordeling van de mens, naast de kwantitatieve methode die gebruik maakte van meetbare gemiddelden op basis van testresultaten. In Intelligentie-onderzoek en zijn kwalitatieve verdieping werkte hij zijn betoog uit dat meetbare gegevens, bijvoorbeeld over intelligentieniveaus, het belangrijkste van een persoonlijkheid, zoals karakter, niet in kaart konden brengen. 
Hij zag de mens als een synthese van natuur en geest waardoor de psychologie steeds een natuurwetenschappelijke aanpak moet verbinden met een geesteswetenschappelijke, filosofisch-literaire benadering van de mens. Voor deze ‘derde weg’ tussen de empirisch-analytische, meer Amerikaanse en de continentaal-Europese meer fenomenologische richting kreeg Chorus geen medestanders.

### Sociale psychologie: wet van hetgerucht
In het eerder genoemde Grondslagen van de sociale psychologie gaf Chorus een aanvulling op de in 1948 door Gordon Allport en Leo Postman ontwikkelde ‘Law of Rumor’, waarbij de intensiteit van het gerucht een functie is van het belang van het onderwerp, vermenigvuldigd met de dubbelzinnigheid van het gegeven. Hij stelde voor de ‘Law of Rumor’ aan te vullen met de remmende factor kritische zin (van het individu dat een gerucht doorgeeft).

### Cultuurpsychologie
Chorus meende dat de psychologie zich ook moest bezighouden met de ontwikkeling van een volk of een bevolkingsgroep. In 1964 schreef hij De Nederlander innerlijk en uiterlijk, waarin hij stelde dat een volk, zoals de mens, in hoge mate door zijn verleden wordt bepaald. Om de aard van een volk te leren kennen moeten we het dus in zijn historisch verloop beschouwen. Door de individualisering van de samenleving was De Nederlander snel gedateerd.
Enkele jaren later schreef hij nog over de relatie van mens en dier en over de vrouw. Hij pleitte voor een volledige emancipatie van de vrouw waarbij ze haar eigenheid moest bewaren als tegenwicht voor de mannelijke competitiedrift.

### Ontwikkelingspsychologie
Eind jaren vijftig schreef Chorus over karakterkunde en de menselijke levensloop. Hij vulde erin de temperamenten-typologie van Gerard Heymans aan met de gevoelskleur optimist/pessimist en bepleitte de stap van het temperamentstype naar de ontwikkeling van de persoonlijkheid. Voor bestudering van die ontwikkeling gebruikte hij de ‘biografische methode’, waarbij de literatuur, en met name de biografie, voorbeelden aanreikt van de vorm die de levensloop kan krijgen.

### De biografie als bron van mensenkennis
Vervolgens beschreef Chorus in een drieluik de vereisten waaraan een (auto)biografie moest voldoen om de kenmerken en ontwikkeling van iemands persoonlijkheid te schetsen. Hij zag de biografie als een aanvulling van en tegenwicht tegen ‘reductionistische benaderingswijzen’ zoals de experimentele en empirisch-analytische psychologie. 
Volgens Chorus moest de biograaf de beschreven mens voor ons oproepen als persoonlijkheid die wordt gekenmerkt door tegenstrijdigheden, maar toch een overtuigende eenheid vormt.

### Zwakzinnigen
In een artikel nam Chorus in 1959 stelling tegen de Duitse psychiater Kraepelin die zwakzinnigheid beoordeelde als een statische toestand. Chorus benadrukte dat zowel de begaafdheid als de persoonlijkheid van de jonge zwakzinnige groei vertonen. In 1967 deed hij met zijn promovendus Nico van Oudenhoven een lange-termijnonderzoek bij leerlingen van B.L.O.-scholen dat de 'narijping' bij zwakzinnigen in kaart bracht. Over een periode van tien jaar bleek het I.Q. van meer dan een derde van de onderzochte jongeren te zijn gestegen. Ook bleek dat zwakzinnige jongeren in een derde van de onderzochte gevallen 'partiële intelligentie' (op technisch vlak) hadden die ze in staat stelde tot een zelfstandig bestaan. 

## Biografie
- Rogier Chorus: Alfons Chorus. Beeld van de mens en psycholoog. Amsterdam, uitgeverij SWP, 2019 ISBN 978-90-8850-888-2 (Tevens proefschrift Universiteit Utrecht)